# كيفلافيك
كيفلافيك (باللغة الأيسلندية: Keflavík) وهي بلدة تقع جنوب غرب آيسلندا بلغ عدد سكانها في سنة 2009 أكثر من 8000 نسمة.

## المناخ
يظهر الجدول التالي التغييرات المناخية على مدار السنة لكيفلافيك:
| البيانات المناخية لـكيفلافيك          | البيانات المناخية لـكيفلافيك | البيانات المناخية لـكيفلافيك | البيانات المناخية لـكيفلافيك | البيانات المناخية لـكيفلافيك | البيانات المناخية لـكيفلافيك | البيانات المناخية لـكيفلافيك | البيانات المناخية لـكيفلافيك | البيانات المناخية لـكيفلافيك | البيانات المناخية لـكيفلافيك | البيانات المناخية لـكيفلافيك | البيانات المناخية لـكيفلافيك | البيانات المناخية لـكيفلافيك | البيانات المناخية لـكيفلافيك |
| الشهر                                 | يناير                        | فبراير                       | مارس                         | أبريل                        | مايو                         | يونيو                        | يوليو                        | أغسطس                        | سبتمبر                       | أكتوبر                       | نوفمبر                       | ديسمبر                       | المعدل السنوي                |
| ------------------------------------- | ---------------------------- | ---------------------------- | ---------------------------- | ---------------------------- | ---------------------------- | ---------------------------- | ---------------------------- | ---------------------------- | ---------------------------- | ---------------------------- | ---------------------------- | ---------------------------- | ---------------------------- |
| الدرجة القصوى °م (°ف)                 | 10.3 (50.5)                  | 10.6 (51.1)                  | 12.3 (54.1)                  | 20.0 (68.0)                  | 19.0 (66.2)                  | 20.0 (68.0)                  | 23.9 (75.0)                  | 22.9 (73.2)                  | 17.8 (64.0)                  | 14.5 (58.1)                  | 13.5 (56.3)                  | 13.0 (55.4)                  | 23.9 (75.0)                  |
| متوسط درجة الحرارة الكبرى °م (°ف)     | 2.2 (36.0)                   | 2.8 (37.0)                   | 3.2 (37.8)                   | 5.6 (42.1)                   | 8.8 (47.8)                   | 11.4 (52.5)                  | 13.2 (55.8)                  | 12.7 (54.9)                  | 10.1 (50.2)                  | 6.8 (44.2)                   | 4.0 (39.2)                   | 2.7 (36.9)                   | 7.0 (44.5)                   |
| المتوسط اليومي °م (°ف)                | −0.2 (31.6)                  | 0.3 (32.5)                   | 0.6 (33.1)                   | 2.8 (37.0)                   | 6.1 (43.0)                   | 8.6 (47.5)                   | 10.4 (50.7)                  | 10.1 (50.2)                  | 7.5 (45.5)                   | 4.5 (40.1)                   | 1.8 (35.2)                   | 0.4 (32.7)                   | 4.4 (39.9)                   |
| متوسط درجة الحرارة الصغرى °م (°ف)     | −2.6 (27.3)                  | −2.1 (28.2)                  | −1.8 (28.8)                  | 0.5 (32.9)                   | 3.7 (38.7)                   | 6.4 (43.5)                   | 8.3 (46.9)                   | 8.0 (46.4)                   | 5.4 (41.7)                   | 2.5 (36.5)                   | −0.5 (31.1)                  | −2.1 (28.2)                  | 2.1 (35.9)                   |
| أدنى درجة حرارة °م (°ف)               | −15.6 (3.9)                  | −17.2 (1.0)                  | −20 (−4)                     | −14.4 (6.1)                  | −6.1 (21.0)                  | -0 (32)                      | 3.3 (37.9)                   | 0.0 (32.0)                   | −5 (23)                      | −7.8 (18.0)                  | −12 (10)                     | −14 (7)                      | −20 (−4)                     |
| الهطول مم (إنش)                       | 127.7 (5.03)                 | 121.8 (4.80)                 | 116.0 (4.57)                 | 87.0 (3.43)                  | 82.3 (3.24)                  | 63.7 (2.51)                  | 88.0 (3.46)                  | 118.3 (4.66)                 | 131.7 (5.19)                 | 120.1 (4.73)                 | 122.8 (4.83)                 | 130.7 (5.15)                 | 1٬310٫1 (51.6)               |
| متوسط أيام هطول الأمطار               | 15                           | 16                           | 16                           | 12                           | 12                           | 11                           | 11                           | 13                           | 13                           | 15                           | 14                           | 16                           | 164                          |
| المصدر: yr.no Meteo Climat (extremes) |                              |                              |                              |                              |                              |                              |                              |                              |                              |                              |                              |                              |                              |

## أعلام
- لوجي غونارسون
- تيتور أورليجسون
- هولمبيرت فريوجونسون
- آرنور إينغفي تراوستاسون